# 鎌田大橋
鎌田大橋（かまたおおはし）は、福島県福島市の阿武隈川に架かる福島市道鎌田笹谷線（通称農免道路）道路橋である。

## 概要
- 全長 - 370.6 m[1]
- 幅員 - 8.0 m
- 形式 - 7径間単純鋼合成I桁橋
- 竣工 - 1973年1月[2]。

福島市街地北部にある一級河川阿武隈川を渡る。1973年（昭和48年）1月に竣工し、現在に至るまで福島市管理の道路橋では最も長い。東詰は福島市本内字新畑、西詰は福島市鎌田字舟戸前に位置する。1995年に月の輪大橋が完成するまでは福島市街地の国道4号と伊達郡保原町（現伊達市保原町）を結ぶルートに位置していた。
2007年（平成19年）に両側の歩道を1 mから2 mへ拡幅する工事と、将来の震災を見据えた耐震補強工事が行われたが、2011年3月11日に東日本大震災により被災。左岸側橋台部の可動支承のサイドブロックが破断し、橋梁中心軸の上流側への移動、伸縮装置の遊間異常がみられ、水道管が破裂するなどの損傷を受け使用停止。後に歩行者、自転車の通行が可能になるが、自動車の通行止めが4月30日まで続いた。5月1日以降、暫定的に8トンの重量制限を設け自動車の通行を再開した。

## 周辺
- ドン・キホーテ福島店（総合ディスカウントショップ）

## 隣の橋
（上流） 文知摺橋 - 鎌田大橋 - 月の輪大橋 （下流）
座標: 北緯37度47分22.8秒 東経140度29分27.7秒 / 北緯37.789667度 東経140.491028度